# Stazione meteorologica di Firenze Peretola
La stazione meteorologica di Firenze Peretola è la stazione meteorologica di riferimento per l'Organizzazione Meteorologica Mondiale relativa alla città di Firenze, gestita dall'ENAV per conto del Servizio Meteorologico dell'Aeronautica Militare.

## Storia

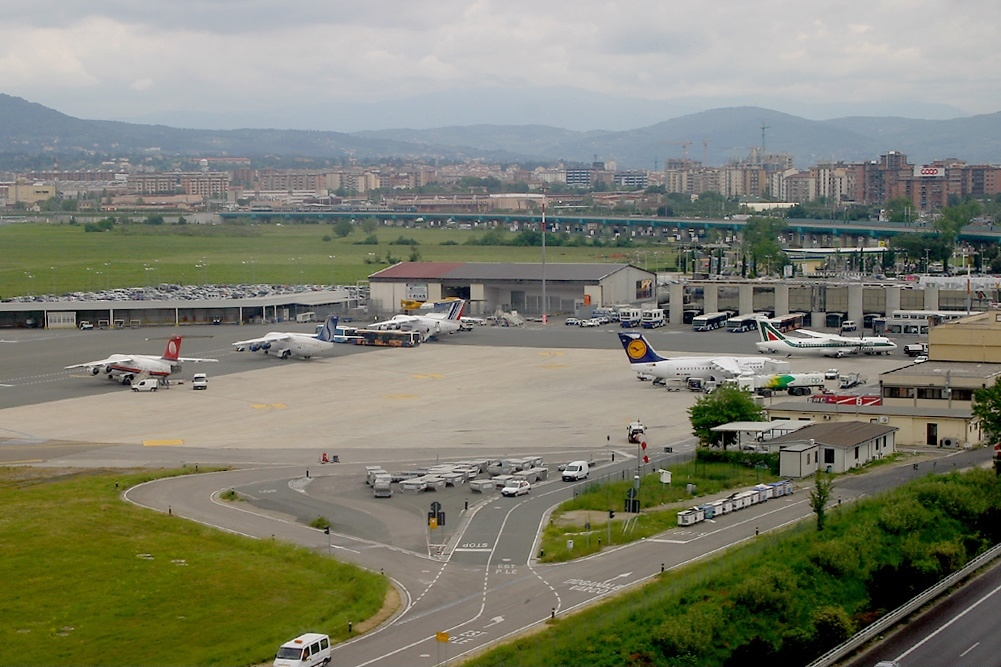
L'originaria ubicazione della stazione in prossimità dell'autostrada A11 (veduta panoramica risalente al 13 maggio 2004).

I primi dati disponibili risalgono al 1931, anno in cui sono state inviate le prime registrazioni di SYNOP orari all'archivio NCDC (CDO) della NOAA; sempre dallo stesso anno le osservazioni meteorologiche giornaliere effettuate presso l'aeroporto, dopo la sua inaugurazione del 4 giugno 1931, vennero pubblicate nei bollettini meteorologici e aerologici giornalieri e negli annuari dell'Ufficio Presagi.
Fin dalla sua attivazione era classificata come stazione meteorologica di prima classe, presso la quale nel corso degli anni Trenta erano effettuate anche osservazioni in quota.
Tra l'autunno del 1944 e l'estate 1945 la stazione meteorologica aeroportuale venne gestita dal personale statunitense dell'unità militare presente a Firenze, prima di essere riconsegnata alla gestione del Servizio Meteorologico dell'Aeronautica Militare che venne riorganizzato al termine della seconda guerra mondiale.
La serie storica validata attualmente disponibile ha inizio a partire dal 1º ottobre 1944 sotto la gestione statunitense e dal 1946 sotto la gestione dell'Aeronautica Militare, ma è reperibile online soltanto a partire dal 1951. A causa dei danni provocati dall'alluvione la stazione meteorologica non ha funzionato tra il 4 e il 20 novembre 1966. Dal 10 ottobre 1989 in poi la gestione della stazione meteorologica è passata dal personale dell'Aeronautica Militare a quello dell'Ispettorato delle Telecomunicazioni e dell'Assistenza al Volo (ITAV) e dell'Ente Nazionale di Assistenza al Volo (ENAV), essendosi venuta a trovare all'interno di un aeroporto civile.
Originariamente, la stazione meteorologica era ubicata sul fondo erboso a est della parte terminale della pista aeroportuale ad un'altezza del suolo di 37 metri s.l.m., con il pozzetto barometrico collocato a 38 metri s.l.m., e si caratterizzava per la strumentazione meccanica, con sensore termometrico collocato nel tradizionale Stevenson screen; dal 2009 la stazione tradizionale è stata sostituita con una stazione di tipo automatico con sensore termometrico collocato in uno schermo artificiale a 12 piatti con ventilazione forzata ed è stata riposizionata sul fondo erboso a ovest del settore centrale della pista aeroportuale, nel prato che si estende tra la pista e il Lago di Peretola, ad un'altezza del suolo di 40 metri s.l.m.. L'ubicazione della stazione meteorologica dovrebbe peraltro nuovamente cambiare nel caso in cui dovesse essere realizzata la nuova pista aeroportuale parallela convergente al vicino tratto dell'autostrada A11 con orientamento 12/30, che di fatto andrebbe ad attraversare l'area dove attualmente sono collocati gli strumenti meteorologici.
Nel frattempo, e precisamente nel 2002, il Servizio Meteorologico dell'Aeronautica Militare aveva attivato a Firenze anche una stazione automatica DCP, contrassegnata da codice WMO 16171, ubicata presso la Scuola militare aeronautica "Giulio Douhet" all'interno del Parco delle Cascine dove mediamente si hanno minime più alte e massime più basse rispetto a quelle rilevate presso l'aeroporto di Peretola.

## Caratteristiche

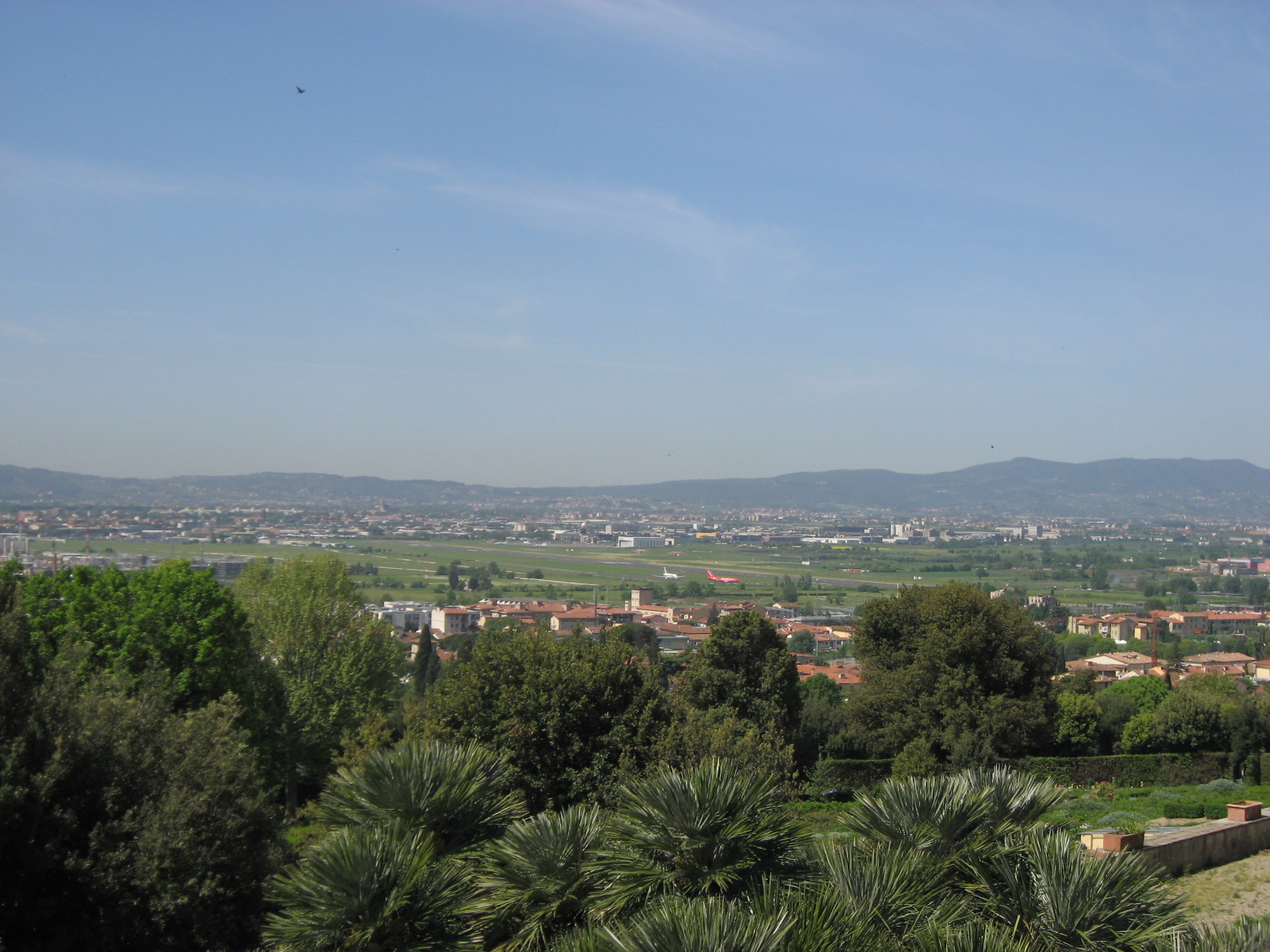
Veduta panoramica da nord-est dell'area di ubicazione della stazione meteorologica

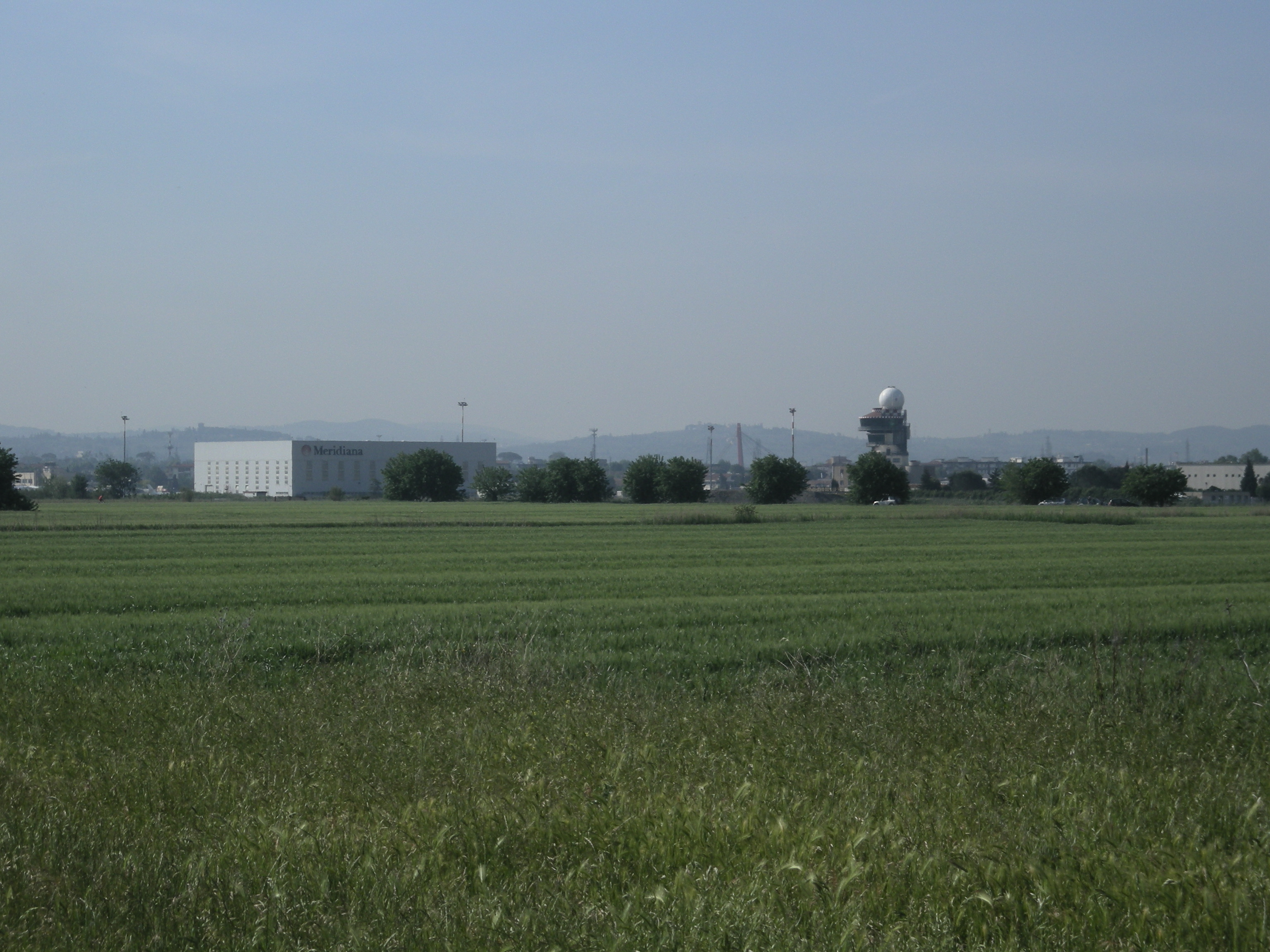
Veduta della pianura con sullo sfondo l'area di ubicazione della stazione meteorologica

La stazione meteorologica si trova nell'Italia centrale, in Toscana, nel comune di Firenze, presso l'aeroporto di Peretola, in linea d'aria 6 km a nord-ovest del centro cittadino, col barometro collocato ad un'altezza di 40 metri s.l.m. e alle coordinate geografiche 43°48′30.53″N 11°12′01.46″E.
Prima del riposizionamento avvenuto nel 2009, la stazione meteorologica si trovava collocata con il proprio pozzetto barometrico ad un'altezza di 38 metri s.l.m. e alle coordinate geografiche 43°48′11.82″N 11°11′53.65″E, a circa 300-400 metri di distanza a sud rispetto all'attuale ubicazione.
La sua posizione è nella ampia conca occupata dalla Piana Fiorentina a sud di Monte Morello, che tende a favorire un leggero e locale effetto föhnizzante sulle temperature massime soprattutto durante la stagione primaverile ed estiva che va a sommarsi all'intensa subsidenza atmosferica in presenza di elevati geopotenziali con afflusso caldo da sud in quota e ventilazione al suolo molto debole da N/NW con massimo di alta pressione al suolo situato tra l'Italia settentrionale e l'Europa centrale. Al tempo stesso, con calma di vento può risentire di forti inversioni termiche invernali con minime rigide, sporadicamente addirittura inferiori anche a quelle dei vicini teleposti montani appenninici in caso di forte albedo susseguente a nevicate con accumulo, come nel caso del gennaio 1985.
L'area di ubicazione della stazione meteorologica è inoltre sottoposta a fenomeni di wind shear orografico, soprattutto nei mesi invernali e in presenza di venti nord-orientali
La stazione meteorologica è attiva 24 ore su 24 e, oltre a svolgere funzioni di assistenza alla navigazione aerea, effettua osservazioni semiorarie (METAR) su stato del cielo (nuvolosità in chiaro) e su temperatura, precipitazioni, umidità relativa, pressione atmosferica con valore normalizzato al livello del mare, direzione e velocità del vento. In passato, fino alla metà degli anni novanta, erano effettuate anche le misurazioni dell'altezza del manto nevoso al suolo (snow depth). L'emissione dei SYNOP viene invece attualmente effettuata con una frequenza trioraria alle ore sinottiche 0 GMT, 3 GMT, 6 GMT, 9 GMT, 12 GMT, 15 GMT, 18 GMT e 21 GMT.

### Geomorfologia

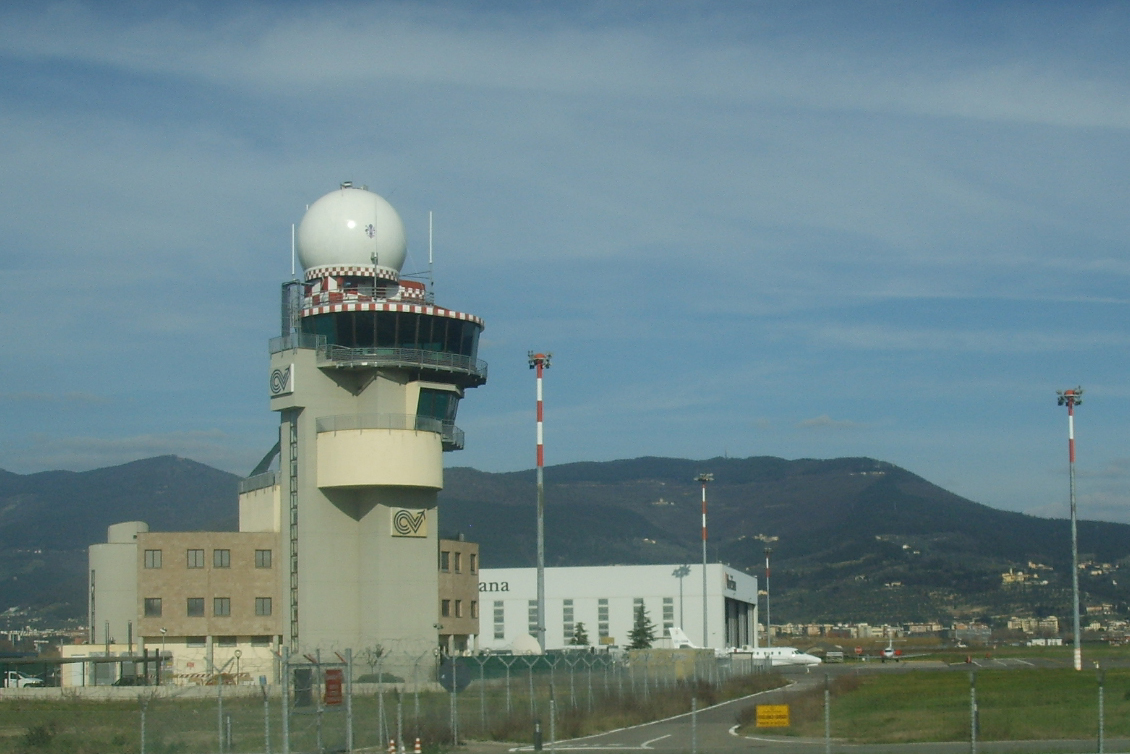
L'area aeroportuale pianeggiante con il massiccio calcareo di Monte Morello sullo sfondo.

Il territorio della piana fiorentina dove è situata la stazione meteorologica è una conca intermontana di origine alluvionale, originariamente occupata da un antico e ampio bacino lacustre, che si estende a ridosso del massiccio calcareo di Monte Morello che si eleva a nord. Il Lago di Peretola, dalle caratteristiche palustri, è ciò che resta all'interno dell'area aeroportuale dell'originario paesaggio che in ere remote occupava gran parte della pianura; la regimazione delle acque nella piana attorno all'area aeroportuale è regolata fin dalla seconda metà del Cinquecento da un canale artificiale principale denominato Fosso Reale.
- Orografia: pianeggiante
- Idrografia: Fosso Reale e canali perimetrali di scolo delle acque dell'aeroporto
- Vegetazione: erbosa

## Medie climatiche ufficiali

### Dati climatologici 1971-2000
In base alle medie climatiche del trentennio 1971-2000, le più recenti in uso, la temperatura media del mese più freddo, gennaio, è di +6,5 °C, mentre quella del mese più caldo, agosto, è di 24,6 °C; mediamente si contano 35 giorni di gelo all'anno e 62 giorni annui con temperatura massima uguale o superiore ai 30 °C. Nel trentennio esaminato, i valori estremi di temperatura sono i +42,6 °C del luglio 1983 e i -23,0 °C del gennaio 1985.
Le precipitazioni medie annue si attestano a 873 mm, mediamente distribuite in 88 giorni, con minimo relativo in estate, picco massimo in autunno e massimo secondario in primavera.
L'umidità relativa media annua fa registrare il valore di 70,1% con minimo di 65% a luglio e massimi di 76% a novembre e a dicembre; mediamente si contano 27 giorni all'anno con episodi nebbiosi.
Di seguito è riportata la tabella con le medie climatiche e i valori massimi e minimi assoluti registrati nel trentennio 1971-2000 e pubblicati nell'Atlante Climatico d'Italia del Servizio Meteorologico dell'Aeronautica Militare relativo al medesimo trentennio.

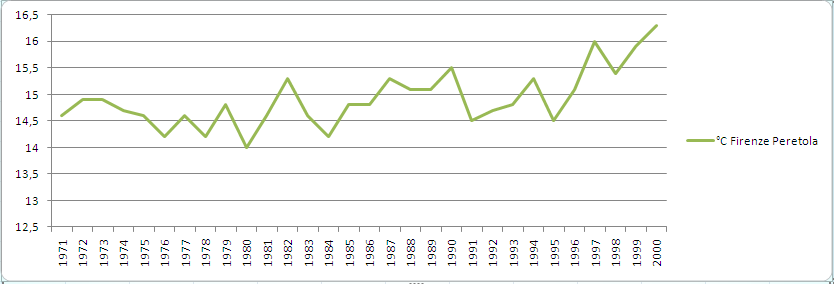
Andamento della temperatura media annua dal 1971 al 2000

| Firenze Peretola (1971-2000)    | Mesi         | Mesi        | Mesi        | Mesi        | Mesi        | Mesi        | Mesi        | Mesi        | Mesi        | Mesi        | Mesi        | Mesi        | Stagioni | Stagioni | Stagioni | Stagioni | Anno  |
| Firenze Peretola (1971-2000)    | Gen          | Feb         | Mar         | Apr         | Mag         | Giu         | Lug         | Ago         | Set         | Ott         | Nov         | Dic         | Inv      | Pri      | Est      | Aut      | Anno  |
| ------------------------------- | ------------ | ----------- | ----------- | ----------- | ----------- | ----------- | ----------- | ----------- | ----------- | ----------- | ----------- | ----------- | -------- | -------- | -------- | -------- | ----- |
| T. max. media (°C)              | 10,9         | 12,5        | 15,7        | 18,5        | 23,7        | 27,7        | 31,4        | 31,5        | 26,7        | 20,9        | 14,7        | 11,1        | 11,5     | 19,3     | 30,2     | 20,8     | 20,4  |
| T. media (°C)                   | 6,5          | 7,5         | 10,3        | 13,0        | 17,7        | 21,4        | 24,6        | 24,6        | 20,5        | 15,5        | 9,9         | 6,8         | 6,9      | 13,7     | 23,5     | 15,3     | 14,9  |
| T. min. media (°C)              | 2,0          | 2,5         | 4,9         | 7,5         | 11,6        | 15,0        | 17,7        | 17,7        | 14,4        | 10,1        | 5,1         | 2,6         | 2,4      | 8,0      | 16,8     | 9,9      | 9,3   |
| T. max. assoluta (°C)           | 19,0 (1985)  | 23,4 (1991) | 25,8 (1989) | 28,7 (1993) | 33,8 (1979) | 37,0 (1982) | 42,6 (1983) | 39,5 (1974) | 36,0 (1973) | 30,8 (1985) | 25,2 (1984) | 20,4 (1989) | 23,4     | 33,8     | 42,6     | 36,0     | 42,6  |
| T. min. assoluta (°C)           | −23,0 (1985) | −9,9 (1993) | −8,0 (1973) | −2,2 (1986) | 3,6 (1982)  | 5,6 (1975)  | 10,2 (1971) | 9,6 (1995)  | 3,6 (1977)  | −1,4 (1974) | −6,0 (1983) | −9,0 (1973) | −23,0    | −8,0     | 5,6      | −6,0     | −23,0 |
| Giorni di calura (Tmax ≥ 30 °C) | 0,0          | 0,0         | 0,0         | 0,0         | 1,5         | 9,1         | 22,5        | 21,5        | 6,0         | 0,0         | 0,0         | 0,0         | 0,0      | 1,5      | 53,1     | 6,0      | 60,6  |
| Giorni di gelo (Tmin ≤ 0 °C)    | 9,7          | 8,2         | 3,8         | 0,3         | 0,0         | 0,0         | 0,0         | 0,0         | 0,0         | 0,1         | 4,2         | 8,8         | 26,7     | 4,1      | 0,0      | 4,3      | 35,1  |
| Precipitazioni (mm)             | 60,5         | 63,7        | 63,5        | 86,4        | 70,0        | 57,1        | 36,7        | 56,0        | 79,6        | 104,2       | 113,6       | 81,3        | 205,5    | 219,9    | 149,8    | 297,4    | 872,6 |
| Giorni di pioggia               | 8,3          | 7,1         | 7,5         | 9,7         | 8,4         | 6,3         | 3,5         | 5,4         | 6,2         | 8,5         | 9,0         | 8,3         | 23,7     | 25,6     | 15,2     | 23,7     | 88,2  |
| Giorni di nebbia                | 6,8          | 3,0         | 1,4         | 0,8         | 0,2         | 0,1         | 0,0         | 0,1         | 0,7         | 2,5         | 5,3         | 6,4         | 16,2     | 2,4      | 0,2      | 8,5      | 27,3  |
| Umidità relativa media (%)      | 74           | 68          | 67          | 68          | 69          | 68          | 65          | 66          | 70          | 74          | 76          | 76          | 72,7     | 68       | 66,3     | 73,3     | 70,1  |

### Dati climatologici 1961-1990
In base alla media trentennale di riferimento 1961-1990, ancora in uso per l'Organizzazione meteorologica mondiale e definito Climate Normal (CLINO), la temperatura media del mese più freddo, gennaio, si attesta a +5,8 °C; quella del mese più caldo, luglio, è di +24,3 °C. Mediamente, si contano 41 giorni di gelo all'anno. I valori estremi registrati dalla stazione meteorologica sottolineano, inoltre, le spiccate escursioni termiche stagionali, avendo toccato i +42,6 °C di massima del 26 luglio 1983 e i −23,0 °C di minima del 12 gennaio 1985. Proprio nel 1985, la temperatura minima di −23,0 °C fu seguita da una temperatura massima estiva di +38,8 °C, che determinò un'escursione termica annua di ben 62 °C, valore finora mai eguagliato in Italia. Inoltre, è da segnalare che nel medesimo anno si registrarono, sia la temperatura minima assoluta che la massima assoluta per il mese di gennaio: ai −23,0 °C del giorno 12 seguirono i +19 °C del 23 gennaio. Nel trentennio esaminato, la media delle temperature massime assolute annue è di +37,5 °C, mentre la media delle minime assolute annue si attesta a -8,1 °C.
La nuvolosità media annua si attesta a 4,2 okta giornalieri, con massimo di 5,1 okta giornalieri in dicembre e minimo di 2,7 okta giornalieri in luglio.
Le precipitazioni medie annue si aggirano attorno ai 900 mm, distribuite in 92 giorni, con un picco in autunno ed un massimo secondario in primavera.
L'umidità relativa media annua fa registrare il valore di 70,3% con minimo di 65% a luglio e massimo di 78% a dicembre.
La pressione atmosferica media annua normalizzata al livello del mare si attesta a 1015,3 hPa, con massimo di 1018 hPa ad ottobre e minimo di 1013 hPa ad aprile.
Il vento presenta una velocità media annua pari a 4 m/s, con minimo di 3,6 m/s ad agosto e massimi di 4,3 m/s a febbraio, a marzo e ad ottobre; le direzioni prevalenti sono di tramontana tra novembre e febbraio e nel mese di aprile, di grecale a marzo, a settembre e ad ottobre, di libeccio a maggio e di ponente tra giugno ed agosto.
Nella tabella sottostante sono riportate le medie del trentennio 1961-1990.

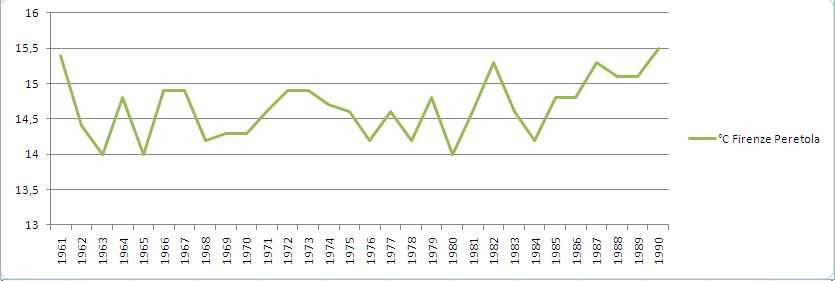
Andamento della temperatura media annua dal 1961 al 1990

| Firenze Peretola (1961-1990)     | Mesi         | Mesi        | Mesi        | Mesi        | Mesi        | Mesi        | Mesi        | Mesi        | Mesi        | Mesi        | Mesi        | Mesi        | Stagioni | Stagioni | Stagioni | Stagioni | Anno    |
| Firenze Peretola (1961-1990)     | Gen          | Feb         | Mar         | Apr         | Mag         | Giu         | Lug         | Ago         | Set         | Ott         | Nov         | Dic         | Inv      | Pri      | Est      | Aut      | Anno    |
| -------------------------------- | ------------ | ----------- | ----------- | ----------- | ----------- | ----------- | ----------- | ----------- | ----------- | ----------- | ----------- | ----------- | -------- | -------- | -------- | -------- | ------- |
| T. max. media (°C)               | 10,1         | 12,0        | 15,0        | 18,8        | 23,4        | 27,3        | 31,1        | 30,6        | 26,6        | 21,1        | 14,9        | 10,4        | 10,8     | 19,1     | 29,7     | 20,9     | 20,1    |
| T. min. media (°C)               | 1,4          | 2,8         | 4,9         | 7,7         | 11,3        | 14,7        | 17,2        | 17,0        | 14,2        | 10,0        | 5,5         | 2,4         | 2,2      | 8,0      | 16,3     | 9,9      | 9,1     |
| T. max. assoluta (°C)            | 19,0 (1985)  | 23,0 (1990) | 25,5 (1968) | 29,2 (1968) | 33,8 (1979) | 37,0 (1982) | 42,6 (1983) | 39,5 (1974) | 36,0 (1973) | 30,8 (1985) | 25,2 (1984) | 20,4 (1989) | 23,0     | 33,8     | 42,6     | 36,0     | 42,6    |
| T. min. assoluta (°C)            | −23,0 (1985) | −8,4 (1963) | −8,0 (1973) | −3,0 (1970) | 1,0 (1962)  | 5,6 (1975)  | 8,2 (1970)  | 9,2 (1963)  | 3,6 (1977)  | −2,6 (1970) | −6,0 (1983) | −9,0 (1973) | −23,0    | −8,0     | 5,6      | −6,0     | −23,0   |
| Giorni di gelo (Tmin ≤ 0 °C)     | 12,0         | 8,5         | 4,3         | 0,5         | 0,0         | 0,0         | 0,0         | 0,0         | 0,0         | 0,2         | 4,7         | 9,7         | 30,2     | 4,8      | 0,0      | 4,9      | 39,9    |
| Nuvolosità (okta al giorno)      | 4,9          | 4,7         | 4,7         | 4,9         | 4,4         | 3,8         | 2,7         | 2,8         | 3,3         | 3,8         | 4,9         | 5,1         | 4,9      | 4,7      | 3,1      | 4,0      | 4,2     |
| Precipitazioni (mm)              | 73,1         | 69,2        | 80,1        | 77,5        | 72,6        | 54,7        | 39,6        | 76,1        | 77,5        | 87,8        | 111,2       | 91,3        | 233,6    | 230,2    | 170,4    | 276,5    | 910,7   |
| Giorni di pioggia                | 9,4          | 8,4         | 8,6         | 9,1         | 8,6         | 6,3         | 3,5         | 5,9         | 5,7         | 7,4         | 10,0        | 8,8         | 26,6     | 26,3     | 15,7     | 23,1     | 91,7    |
| Umidità relativa media (%)       | 76           | 70          | 66          | 68          | 68          | 68          | 65          | 66          | 69          | 73          | 76          | 78          | 74,7     | 67,3     | 66,3     | 72,7     | 70,3    |
| Pressione a 0 metri s.l.m. (hPa) | 1 017        | 1 015       | 1 015       | 1 013       | 1 015       | 1 015       | 1 015       | 1 014       | 1 017       | 1 018       | 1 015       | 1 014       | 1 015,3  | 1 014,3  | 1 014,7  | 1 016,7  | 1 015,3 |
| Vento (direzione-m/s)            | N 4,2        | N 4,3       | NE 4,3      | N 4,1       | SW 3,8      | W 3,8       | W 3,8       | W 3,6       | NE 3,8      | NE 4,3      | N 4,2       | N 4,2       | 4,2      | 4,1      | 3,7      | 4,1      | 4,0     |

### Dati climatologici 1951-1980

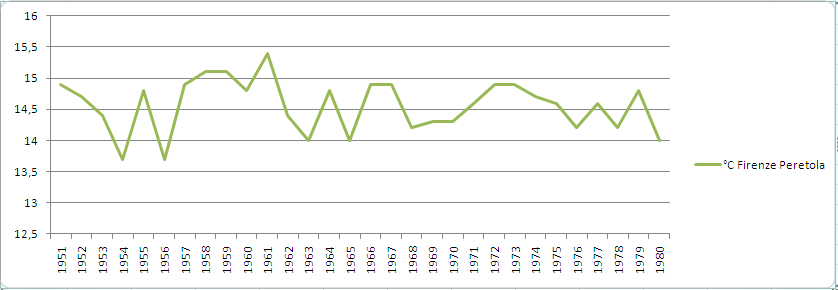
Andamento della temperatura media annua dal 1951 al 1980

In base alle medie climatiche 1951-1980, la temperatura media del mese più caldo, luglio, si attesta a +23,7 °C, mentre la temperatura media del mese più freddo, gennaio, fa registrare il valore di +5,8 °C. Nel trentennio esaminato, la temperatura massima più elevata di +39,9 °C è stata registrata nell'agosto 1958, mentre la temperatura minima più bassa di -12,8 °C risale al gennaio 1968.
Le precipitazioni medie annue si attestano a 898,4 mm, con picco massimo in autunno e con minimo relativo in estate.
| Firenze Peretola (1951-1980) | Mesi         | Mesi         | Mesi        | Mesi        | Mesi        | Mesi        | Mesi        | Mesi        | Mesi        | Mesi        | Mesi        | Mesi        | Stagioni | Stagioni | Stagioni | Stagioni | Anno  |
| Firenze Peretola (1951-1980) | Gen          | Feb          | Mar         | Apr         | Mag         | Giu         | Lug         | Ago         | Set         | Ott         | Nov         | Dic         | Inv      | Pri      | Est      | Aut      | Anno  |
| ---------------------------- | ------------ | ------------ | ----------- | ----------- | ----------- | ----------- | ----------- | ----------- | ----------- | ----------- | ----------- | ----------- | -------- | -------- | -------- | -------- | ----- |
| T. max. media (°C)           | 9,8          | 11,7         | 14,7        | 18,6        | 23,2        | 27,2        | 30,5        | 30,2        | 26,2        | 20,6        | 14,6        | 10,3        | 10,6     | 18,8     | 29,3     | 20,5     | 19,8  |
| T. min. media (°C)           | 1,8          | 3,0          | 4,9         | 7,5         | 11,3        | 14,7        | 16,8        | 16,6        | 14,1        | 9,9         | 6,0         | 2,8         | 2,5      | 7,9      | 16,0     | 10,0     | 9,1   |
| T. max. assoluta (°C)        | 18,7 (1962)  | 21,4 (1973)  | 25,5 (1968) | 29,2 (1968) | 33,8 (1979) | 35,7 (1952) | 39,6 (1952) | 39,9 (1958) | 36,0 (1973) | 30,7 (1956) | 24,0 (1963) | 19,0 (1954) | 21,4     | 33,8     | 39,9     | 36,0     | 39,9  |
| T. min. assoluta (°C)        | −12,8 (1968) | −11,4 (1956) | −8,0 (1973) | −3,0 (1970) | 1,0 (1957)  | 5,6 (1975)  | 8,0 (1954)  | 9,2 (1963)  | 3,6 (1977)  | −2,6 (1970) | −5,6 (1954) | −9,0 (1973) | −12,8    | −8,0     | 5,6      | −5,6     | −12,8 |
| Precipitazioni (mm)          | 78,7         | 79,1         | 77,2        | 75,1        | 69,2        | 48,2        | 36,4        | 62,3        | 74,3        | 89,5        | 114,1       | 94,3        | 252,1    | 221,5    | 146,9    | 277,9    | 898,4 |

### Dati climatologici 1941-1970
In base alle medie climatiche 1941-1970, effettivamente calcolate tra il 1946 e il 1970, la temperatura media del mese più caldo, luglio, si attesta a +24,0 °C, mentre la temperatura media del mese più freddo, gennaio, fa registrare il valore di +5,5 °C. Nel medesimo periodo esaminato tra il 1946 e il 1970, la temperatura massima più elevata di +40,6 °C è stata registrata nell'agosto 1947, mentre la temperatura minima più bassa di -12,8 °C risale al gennaio 1968.
Le precipitazioni medie annue, calcolate in modo effettivo nel periodo 1946-1970, si attestano a 922,7 mm annui, con picco massimo in autunno e minimo relativo in estate.
| Firenze Peretola (1941-1970) | Mesi         | Mesi         | Mesi         | Mesi        | Mesi        | Mesi        | Mesi        | Mesi        | Mesi        | Mesi        | Mesi        | Mesi        | Stagioni | Stagioni | Stagioni | Stagioni | Anno  |
| Firenze Peretola (1941-1970) | Gen          | Feb          | Mar          | Apr         | Mag         | Giu         | Lug         | Ago         | Set         | Ott         | Nov         | Dic         | Inv      | Pri      | Est      | Aut      | Anno  |
| ---------------------------- | ------------ | ------------ | ------------ | ----------- | ----------- | ----------- | ----------- | ----------- | ----------- | ----------- | ----------- | ----------- | -------- | -------- | -------- | -------- | ----- |
| T. max. media (°C)           | 9,4          | 11,5         | 14,8         | 19,3        | 23,4        | 27,7        | 30,9        | 30,4        | 26,7        | 21,0        | 14,9        | 10,1        | 10,3     | 19,2     | 29,7     | 20,9     | 20,0  |
| T. min. media (°C)           | 1,6          | 2,6          | 4,8          | 7,9         | 11,6        | 14,8        | 17,0        | 16,7        | 14,4        | 10,4        | 6,6         | 2,8         | 2,3      | 8,1      | 16,2     | 10,5     | 9,3   |
| T. max. assoluta (°C)        | 18,7 (1962)  | 21,4 (1949)  | 25,5 (1968)  | 30,6 (1949) | 32,8 (1953) | 37,2 (1947) | 40,2 (1947) | 40,6 (1947) | 36,7 (1949) | 30,7 (1956) | 24,0 (1963) | 19,0 (1954) | 21,4     | 32,8     | 40,6     | 36,7     | 40,6  |
| T. min. assoluta (°C)        | −12,8 (1968) | −11,4 (1956) | −11,6 (1949) | −3,0 (1970) | 1,0 (1957)  | 6,8 (1955)  | 8,0 (1954)  | 9,2 (1963)  | 5,0 (1964)  | −2,6 (1970) | −5,6 (1954) | −7,4 (1970) | −12,8    | −11,6    | 6,8      | −5,6     | −12,8 |
| Precipitazioni (mm)          | 85,4         | 83,0         | 73,2         | 70,9        | 68,6        | 52,9        | 32,6        | 52,2        | 78,6        | 102,8       | 125,6       | 96,9        | 265,3    | 212,7    | 137,7    | 307,0    | 922,7 |

### Dati climatologici 1931-1960
In base alle medie climatiche 1931-1960, la temperatura media del mese più freddo, gennaio, è di +4,9 °C (contro i +5,8 °C della media 1961-1990) mentre quella del mese più caldo, luglio, si attesta a +24,9 °C (contro i +24,2 °C della media 1961-1990); la temperatura media annua fa registrare il valore di +14,8 °C (contro i +14,6 °C della media 1961-1990).
Mediamente si contano 32 giorni di gelo all'anno (contro i 41 della media 1961-1990) e 117 giornate in cui si registrano precipitazioni, anche se inferiori alla soglia di 1 mm del giorno di pioggia.
| Firenze Peretola (1931-1960) | Mesi | Mesi | Mesi | Mesi | Mesi | Mesi | Mesi | Mesi | Mesi | Mesi | Mesi | Mesi | Stagioni | Stagioni | Stagioni | Stagioni | Anno |
| Firenze Peretola (1931-1960) | Gen  | Feb  | Mar  | Apr  | Mag  | Giu  | Lug  | Ago  | Set  | Ott  | Nov  | Dic  | Inv      | Pri      | Est      | Aut      | Anno |
| ---------------------------- | ---- | ---- | ---- | ---- | ---- | ---- | ---- | ---- | ---- | ---- | ---- | ---- | -------- | -------- | -------- | -------- | ---- |
| T. max. media (°C)           | 8,0  | 11,4 | 15,1 | 19,7 | 23,4 | 27,5 | 32,0 | 31,2 | 27,4 | 20,4 | 14,2 | 9,8  | 9,7      | 19,4     | 30,2     | 20,7     | 20,0 |
| T. min. media (°C)           | 1,8  | 2,8  | 5,2  | 8,3  | 12,0 | 14,6 | 17,8 | 16,5 | 15,0 | 10,5 | 6,2  | 3,0  | 2,5      | 8,5      | 16,3     | 10,6     | 9,5  |
| Giorni di gelo (Tmin ≤ 0 °C) | 10   | 8    | 3    | 1    | 0    | 0    | 0    | 0    | 0    | 0    | 2    | 8    | 26       | 4        | 0        | 2        | 32   |
| Giorni di pioggia            | 9    | 9    | 11   | 12   | 11   | 10   | 5    | 5    | 8    | 13   | 12   | 12   | 30       | 34       | 20       | 33       | 117  |

## Valori estremi

### Temperature estreme mensili dal 1931 ad oggi
Nella tabella sottostante sono riportate le temperature massime e minime assolute mensili, stagionali ed annuali dal 1931 in poi, con il relativo anno in cui si queste sono state registrate.
| Firenze Peretola (1931-2023) | Mesi         | Mesi         | Mesi         | Mesi        | Mesi        | Mesi        | Mesi        | Mesi        | Mesi        | Mesi        | Mesi        | Mesi         | Stagioni | Stagioni | Stagioni | Stagioni | Anno  |
| Firenze Peretola (1931-2023) | Gen          | Feb          | Mar          | Apr         | Mag         | Giu         | Lug         | Ago         | Set         | Ott         | Nov         | Dic          | Inv      | Pri      | Est      | Aut      | Anno  |
| ---------------------------- | ------------ | ------------ | ------------ | ----------- | ----------- | ----------- | ----------- | ----------- | ----------- | ----------- | ----------- | ------------ | -------- | -------- | -------- | -------- | ----- |
| T. max. assoluta (°C)        | 20,0 (1932)  | 23,4 (1991)  | 28,2 (2021)  | 31,2 (2012) | 36,1 (2022) | 41,0 (2022) | 42,6 (1983) | 41,3 (2017) | 38,2 (1949) | 33,2 (2023) | 27,0 (2004) | 22,0 (2023)  | 23,4     | 36,1     | 42,6     | 38,2     | 42,6  |
| T. min. assoluta (°C)        | −23,0 (1985) | −11,4 (1956) | −11,6 (1949) | −3,2 (2003) | 1,0 (1957)  | 5,6 (1975)  | 8,0 (1954)  | 8,0 (1931)  | 0,0 (1931)  | −2,6 (1970) | −6,0 (1981) | −10,2 (2005) | −23,0    | −11,6    | 5,6      | −6,0     | −23,0 |

Analizzando i dati, si può verificare che i record di caldo superati negli ultimi anni sono quelli delle temperature massime assolute di marzo, aprile, maggio, giugno, agosto, ottobre e novembre, registrati rispettivamente nel 2021 con 28,2  2012 con +31,2 °C (precedente nel 1949 con +28,6 °C), il 27 maggio 2022 con +36,1 °C (precedente nel 2009 con +35,0 °C), nel 2019 con +39,0 °C (precedente nel 2003 con una temperatura massima oraria di +38,6 °C), nel 2017 con +41,3 °C (precedente nel 2011 con +40,5 °C), nel 2011 con +31,6 °C e nel 2004 con +27 °C (precedente nel 1963 con +24 °C). Al tempo stesso, nell'ultimo decennio sono stati superati anche i record di freddo per i mesi di aprile e di dicembre, rispettivamente nel 2003 con −3,2 °C e nel 2005 con −10,2 °C. Tutto ciò rientra nelle normali casistiche a livello statistico, che si limitano peraltro al periodo successivo al 1931, senza poter verificare eventuali valori superiori o inferiori che potrebbero essere stati registrati nella storia della stazione meteorologica nel periodo antecedente a quello esaminato.
Talvolta, nella serie indicata, mancano i dati compresi fra il novembre 1935 ed il dicembre 1945 per cause belliche.

### Temperature estreme decadali dal 1931 ad oggi
Di seguito sono riportate le temperature estreme decadali registrate dal 4 giugno 1931 in poi, con la relativa data in cui si sono verificate.
| Decadi          | Temperature massime assolute e relative date    | Temperature minime assolute e relative date                   |
| --------------- | ----------------------------------------------- | ------------------------------------------------------------- |
| 1°-10 gennaio   | +18,7 °C il 1º gennaio 1962                     | -16,0 °C il 10 gennaio 1985                                   |
| 11-20 gennaio   | +18,8 °C il 14 gennaio 1997                     | -23,0 °C il 12 gennaio 1985                                   |
| 21-31 gennaio   | +19,0 °C il 23 gennaio 1985                     | -10,0 °C il 24 gennaio 1964                                   |
| 1°-10 febbraio  | +21,4 °C il 5 febbraio 1973 e l'8 febbraio 1989 | -9,4 °C il 7 febbraio 1991                                    |
| 11-20 febbraio  | +20,9 °C il 12 febbraio 2001                    | -11,4 °C il 16 febbraio 1956                                  |
| 21-29 febbraio  | +23,4 °C il 25 febbraio 1991                    | -9,9 °C il 24 febbraio 1993                                   |
| 1°-10 marzo     | +23,8 °C il 10 marzo 1994                       | -11,6 °C il 5 marzo 1949                                      |
| 11-20 marzo     | +25,1 °C il 17 marzo 2004                       | -6,4 °C il 16 marzo 1952                                      |
| 21-31 marzo     | +28,2 °C il 31 marzo 2021                       | -4,0 °C il 23 marzo 1958 e il 29 marzo 1993                   |
| 1°-10 aprile    | +28,4 °C l'8 aprile 1961                        | -3,2 °C l'8 aprile 2003                                       |
| 11-20 aprile    | +28,2 °C il 20 aprile 1968 e il 17 aprile 2013  | -2,2 °C il 14 aprile 1986                                     |
| 21-30 aprile    | +31,2 °C il 28 aprile 2012                      | +0,2 °C il 21 aprile 2017                                     |
| 1°-10 maggio    | +32,5 °C il 5 maggio 1973                       | +1,0 °C l'8 maggio 1957, il 2 maggio 1962 e il 1º maggio 1970 |
| 11-20 maggio    | +33,5 °C il 16 maggio 1945                      | +2,5 °C il 12 maggio 1949                                     |
| 21-31 maggio    | +36,1 °C il 27 maggio 2022                      | +3,4 °C il 24 maggio 1952                                     |
| 1°-10 giugno    | +36,2 °C l'8 giugno 2014 e il 4 giugno 2022     | +5,6 °C il 7 giugno 1975                                      |
| 11-20 giugno    | +38,6 °C il 14 giugno 2003                      | +5,8 °C il 17 giugno 1983                                     |
| 21-30 giugno    | +41,0 °C il 27 giugno 2022                      | +8,0 °C il 28 giugno 1980                                     |
| 1°-10 luglio    | +39,6 °C il 6 luglio 1952                       | +8,0 °C l'8 luglio 1954                                       |
| 11-20 luglio    | +39,5 °C il 20 luglio 2022                      | +8,2 °C il 17 luglio 1970                                     |
| 21-31 luglio    | +42,6 °C il 26 luglio 1983                      | +11,2 °C il 23 luglio 1968                                    |
| 1°-10 agosto    | +41,3 °C il 1º agosto 2017                      | +10,2 °C il 10 agosto 1955                                    |
| 11-20 agosto    | +40,8 °C il 14 agosto 2021                      | +9,8 °C il 20 agosto 1968                                     |
| 21-31 agosto    | +41,1 °C il 24 agosto 2023                      | +9,2 °C il 22 agosto 1963                                     |
| 1°-10 settembre | +36,7 °C il 5 settembre 1949                    | +8,0 °C l'8 settembre 1971 e il 1º settembre 1995             |
| 11-20 settembre | +35,4 °C il 13 settembre 2016                   | +4,8 °C il 16 settembre 1988                                  |
| 21-30 settembre | +33,8 °C il 21 settembre 1993                   | +3,6 °C il 29 settembre 1977                                  |
| 1°-10 ottobre   | +33,2 °C il 1 ottobre 2023                      | +1,0 °C il 7 ottobre 1971                                     |
| 11-20 ottobre   | +30,0 °C il 12 ottobre 1990                     | +0,6 °C il 20 ottobre 2009                                    |
| 21-31 ottobre   | +28,4 °C il 22 ottobre 2019                     | -2,6 °C il 25 ottobre 1970                                    |
| 1°-10 novembre  | +27,0 °C il 3 novembre 2004                     | -4,4 °C il 10 novembre 1981                                   |
| 11-20 novembre  | +24,0 °C il 16 novembre 1963                    | -6,0 °C il 17 novembre 1981 e il 20 novembre 1983             |
| 21-30 novembre  | +21,4 °C il 22 novembre 1990                    | -5,6 °C il 22 novembre 1954 e il 25 novembre 1975             |
| 1°-10 dicembre  | +22,4 °C il 1 dicembre 2023                     | -9,0 °C il 2 dicembre 1973                                    |
| 11-20 dicembre  | +20,4 °C il 16 dicembre 1989                    | -8,8 °C il 18 dicembre 2010                                   |
| 21-31 dicembre  | +18,9 °C il 23 dicembre 1995                    | -10,2 °C il 30 dicembre 2005                                  |

## Approfondimenti

### Il caldo a Firenze
Normalmente, ogni estate fa registrare presso la stazione meteorologica alcune punte massime attorno ai 37-38 °C, che risultano molto ricorrenti nelle serie storiche. Per quanto riguarda i valori massimi registrati alla stazione meteorologica di Firenze Peretola dal 1945 in poi, 25 volte sono stati raggiunti o superati i +40 °C (16 volte in agosto, 8 volte in luglio e una volta in giugno). I raggiungimenti e i superamenti della soglia dei 40 °C sono riportati nella seguente tabella:
| Temperatura massima | Data           |
| ------------------- | -------------- |
| +42,6 °C            | 26 luglio 1983 |
| +41,6 °C            | 27 luglio 1983 |
| +41,3 °C            | 1º agosto 2017 |
| +41,1 °C            | 5 agosto 2003  |
| +41,1 °C            | 24 agosto 2023 |
| +41,0 °C            | 27 giugno 2022 |
| +40,8 °C            | 14 agosto 2021 |
| +40,8 °C            | 23 agosto 2023 |
| +40,6 °C            | 1º agosto 1947 |
| +40,6 °C            | 31 luglio 1983 |
| +40,6 °C            | 6 agosto 2003  |
| +40,5 °C            | 21 agosto 2011 |
| +40,5 °C            | 6 agosto 2022  |
| +40,4 °C            | 2 agosto 2017  |
| +40,4 °C            | 12 agosto 2021 |
| +40,2 °C            | 13 agosto 2021 |
| +40,2 °C            | 21 luglio 1945 |
| +40,2 °C            | 24 luglio 1945 |
| +40,2 °C            | 30 luglio 1947 |
| +40,2 °C            | 20 agosto 2012 |
| +40,2 °C            | 25 luglio 2019 |
| +40,1 °C            | 22 agosto 2011 |
| +40,0 °C            | 5 agosto 2017  |
| +40,0 °C            | 17 agosto 1974 |
| +40,0 °C            | 29 luglio 2007 |

### Il gelo a Firenze
A Firenze ogni inverno, ma talvolta anche nella seconda metà dell'autunno e nella prima parte della stagione primaverile si registrano giornate con temperature minime sotto lo zero (41 per la media CLINO), talvolta di diversi gradi in caso di forte inversione o di innevamento del suolo e conseguente effetto albedo. In alcuni rari casi le rigide temperature nottune possono essere accompagnate da temperature massime anch'esse molto basse, prossime o anche appena al di sotto degli 0 °C, soprattutto in giornate caratterizzate da forti venti di tramontana o grecale con afflusso di aria artica continentale come durante il buran del dicembre 1996 quando il 27, 28 e 29 furono registrate massime rispettivamente di +0,8 °C, +0,9 °C e +0,8 °C, in presenza di nubi basse per debole flusso umido di libeccio che segue periodi di freddo intenso come nel caso del 17 dicembre 2010 quando la massima fu di -1,0 °C oppure in presenza di neve al suolo con forte inversione come durante l'ondata di freddo del gennaio 1985, quando nei giorni 5, 6, 7, 8, 9, 10, 11 e 12 le massime furono rispettivamente di -0,4 °C, -1,6 °C, -0,2 °C, -1,6 °C, -0,6 °C, +0,2 °C, -0,4 °C e 0,0 °C.
La temperatura minima assoluta, risalente al 12 gennaio 1985, toccò il valore di −23,0 °C quando l'effetto albedo raggiunse il suo apice a causa della serenità del cielo e della calma di vento che seguì le precedenti abbondanti nevicate. In totale si sono registrate 13 minime uguali o inferiori ai -10,0 °C, di cui 5 durante l'ondata di freddo del gennaio 1985; infatti in quel mese, oltre al record mensile ed assoluto di -23,0 °C del 12 gennaio, si sono avuti -22,2 °C l'11 gennaio, -16,0 °C il 10 gennaio, -13,4 °C il 13 gennaio e -10,4 °C l'8 gennaio. 3 volte i -10,0 °C sono stati superati nel gennaio 1968 con -12,8 °C il 14 gennaio, -12,2 °C il 12 gennaio e -10,0 °C il 13 gennaio, 2 volte durante l'ondata di freddo del febbraio 1956 con -11,4 °C il 16 febbraio (record per febbraio) e -10,9 °C il 15 febbraio e altri tre picchi isolati di -11,6 °C il 5 marzo 1949 (record per marzo), di -10,2 °C il 30 dicembre 2005 (record per dicembre) e di -10,0 °C il 24 gennaio 1964. Altri valori prossimi ai -10,0 °C sono i -9,9 °C del 24 febbraio 1993, -9,8 °C il 25 gennaio 1963, i -9,4 °C del 7 febbraio 1991 e i -9,2 °C dell'11 gennaio 1981 e del 9 gennaio 1987.
| Temperatura minima (1°-14°) | Data             |
| --------------------------- | ---------------- |
| -23,0 °C                    | 12 gennaio 1985  |
| -22,2 °C                    | 11 gennaio 1985  |
| -16,0 °C                    | 10 gennaio 1985  |
| -13,4 °C                    | 13 gennaio 1985  |
| -12,8 °C                    | 14 gennaio 1968  |
| -12,2 °C                    | 12 gennaio 1968  |
| -11,6 °C                    | 5 marzo 1949     |
| -11,4 °C                    | 16 febbraio 1956 |
| -10,9 °C                    | 15 febbraio 1956 |
| -10,4 °C                    | 8 gennaio 1985   |
| -10,2 °C                    | 30 dicembre 2005 |
| -10,0 °C                    | 24 gennaio 1964  |
| -10,0 °C                    | 13 gennaio 1968  |
| -9,9 °C                     | 24 febbraio 1993 |

| Temperatura minima (15°-28°) | Data             |
| ---------------------------- | ---------------- |
| -9,8 °C                      | 25 gennaio 1963  |
| -9,4 °C                      | 7 febbraio 1991  |
| -9,2 °C                      | 11 gennaio 1981  |
| -9,2 °C                      | 9 gennaio 1987   |
| -9,0 °C                      | 26 gennaio 1963  |
| -9,0 °C                      | 20 gennaio 1964  |
| -9,0 °C                      | 10 gennaio 1968  |
| -9,0 °C                      | 2 dicembre 1973  |
| -9,0 °C                      | 3 gennaio 1979   |
| -8,8 °C                      | 18 dicembre 2010 |
| -8,6 °C                      | 1º dicembre 1973 |
| -8,4 °C                      | 1º febbraio 1963 |
| -8,4 °C                      | 10 gennaio 1981  |
| -8,3 °C                      | 2 gennaio 2002   |